# Windpark Wülfershausen-Wargolshausen
Die Windparks Wülfershausen und Wargolshausen sind zwei seit 2010 geplante Windparks im unterfränkischen Landkreis Rhön-Grabfeld, Bayern zwischen Wülfershausen an der Saale und Mellrichstadt, welche gemeinsam den Ortsteil Wargolshausen der Gemeinde Hollstadt umschließen. Obwohl schon 2015 mit dem Bau begonnen wurde, wurden die Windparks erst am 13. Januar 2023 fertiggestellt.

## Vorgeschichte
In der Sitzung des Planungsausschusses des Regionalen Planungsverbandes Main-Rhön vom 21. Juli 2009 beschloss dieser, das Kapitel B VII „Energieversorgung“ des Regionalplans fortzuschreiben. Hierzu wurde der Verbandsvorsitzende und die Geschäftsstelle mit der Durchführung der erforderlichen Anhörungsverfahren und aller übrigen nötigen Schritte zur Vorbereitung der abschließenden Beschlussfassung über die Regionalplanänderung beauftragt. Hierdurch wurde das Thema Windenergienutzung nicht nur bei Kommunalpolitikern der Region zum Thema.
Mit Gesellschaftsvertrag vom 27. November 2010 gründeten die beiden Geschäftsführer Jürgen Rüth und Harald Schwarz, welche seit November 2007 bereits gemeinsam eine Agentur der Württembergische Versicherung AG leiteten, die Windkraft Wülfershausen GmbH mit dem Unternehmensgegenstand: Der Betrieb von Windkraftanlagen zur Energiegewinnung.
Am 30. März 2012 berichtete die Main-Post über Windparkprojekte in Rhön-Grabfeld, wofür sie eine Karte erstellt hatte. Unter den darin eingezeichneten 18 Windparks von vier Projektierern waren nur die (heutigen) Windparks Wargolshausen und Wülfershausen als Projekte der Windkraft Wülfershausen GmbH gekennzeichnet.
Bei einem Informationsabend in Aubstadt wurde am 18. April 2012 die zukünftige Zusammenarbeit der Friedrich-Wilhelm Raiffeisen Windpark auf der Höhe eG und der Windkraft Wülfershausen GmbH bei der Umsetzung des Windparks Auf der Höhe bei Aubstadt verkündet.
Auf der Gesellschafterversammlung vom 27. August 2012 wurde die Windkraft Wülfershausen GmbH in RegioE² Regionale Erneuerbare Energien GmbH umbenannt. Gleichzeitig wurde Joachim Schärtl, Prokurist der Überlandwerk Rhön GmbH, neben Jürgen Rüth und Harald Schwarz dritter Geschäftsführer dieser GmbH. Zudem wurde auch der Unternehmensgegenstand geändert. Er lautet seitdem: Die Planung, Projektierung und Verwertung von Anlagen im Bereich der erneuerbaren Energien. (Der Betrieb der Anlagen ist somit nicht mehr Gegenstand des Unternehmens.)
Nachdem der Windpark Auf der Höhe aufgrund massiver artenschutzrechtlicher Probleme im Oktober 2012 scheiterte, blieben nur noch die Windparks Wargolshausen und Wülfershausen als potentielle Projekte der RegioE².

## Windverhältnisse der Windparks
Für den in direkter Nachbarschaft geplanten Windpark Streu & Saale der Friedrich-Wilhelm Raiffeisen eG (Abstand zum Windpark Wargolshausen etwa 2,5 km und zum Windpark Wülfershausen etwa 3,5 km) hatte unter anderem die TÜV Süd Industrie Service GmbH per Windgutachten eine Windhöffigkeit von über 6 m/s vorhergesagt.

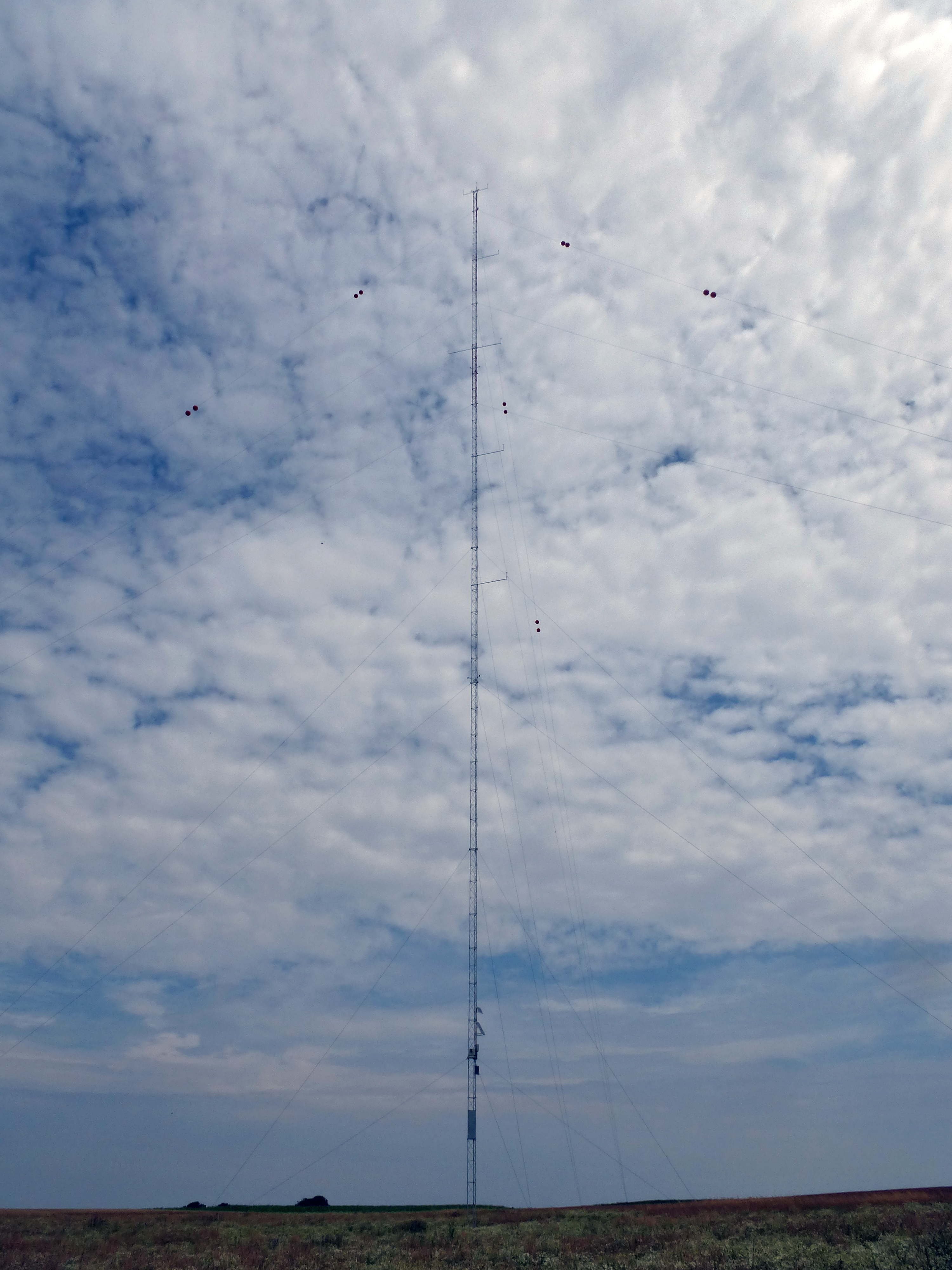
140 m hoher Windmessmast im (zukünftigen) Windpark Streu & Saale

Auf der Fläche des geplanten Windparks Streu & Saale wurde am 20. November 2012 ein Windmessmast mit 140 m Höhe errichtet, der über einen Zeitraum von „mindestens einem halben Jahr“ die Windhöffigkeit ermitteln sollte, tatsächlich aber über ein Jahr betrieben wurde. Die prognostizierten Kosten dieses Windmessmastes lagen laut einer Informationsveranstaltung der Friedrich-Wilhelm Raiffeisen eG am 12. November 2012 in Hendungen bei etwa 200.000 €. An diesen Kosten beteiligte sich auch die RegioE². Zusätzlich erfolgte im Windpark Wargolshausen eine 3-monatige LIDAR-Messung, welche mit der Standardabweichung der Windmastmessung korreliert und extrapoliert wurde. Mittels vergleichender Analyse der Korrelationen der Standortdaten und der Langzeitvariation verschiedener Langzeitdatenzeitreihen wurde eine langzeitbezogene Extrapolation durchgeführt, welche für den Standort eine mittlere Windgeschwindigkeit von 5,30 m/s ergab.
Am 22. Mai 2020 berichtete die Main-Post über den inzwischen errichteten Windpark Streu & Saale:

„Seit Inbetriebnahme im September 2017 seien durch die Stromproduktion von 130 Millionen Kilowattstunden per Windenergie etwa 86 000 Tonnen CO2 eingespart worden, rechnet Wust vor. Die mittlere Windgeschwindigkeit liege in Nabenhöhe bei 4,7 Meter pro Sekunde, was in etwa der Prognose entspreche. Damit liege die Ausbeute des Windparks genau im Durchschnitt vergleichbarer Regionen.“

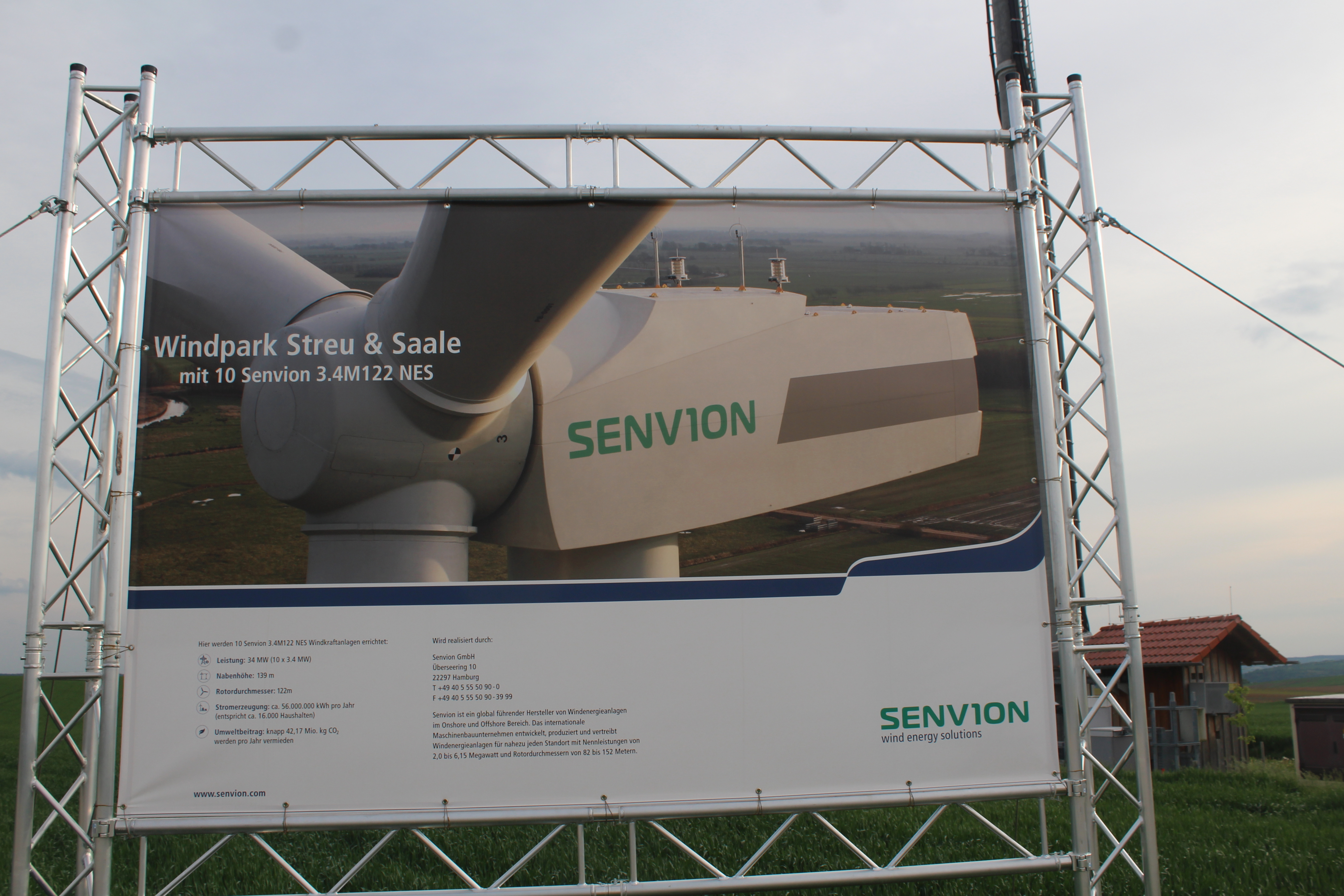
Informationstafel des benachbarten Windparks Streu & Saale

Laut einer Informationstafel, die während der Bauphase des Windparks Streu & Saale aufgestellt war, sollte die jährliche Stromerzeugung jedoch etwa 56 Millionen kWh betragen, was für den Zeitraum von 1.000 Tagen, der in diesem Artikel betrachtet wurde, gut 153 Millionen kWh ergeben würde. Demnach lag die tatsächliche Stromproduktion gut 15 % unter dieser Prognose.

## Ursprüngliches Genehmigungsverfahren (Nordex N117/2400)
Am 28. März 2013 wurden der (noch unvollständige) Antrag auf immissionsschutzrechtliche Genehmigung von drei Windenergieanlagen (WEA) des Windparks Wargolshausen gestellt. Am 6. Juni 2013 erfolgte der (ebenfalls noch unvollständige) Antrag auf immissionsschutzrechtliche Genehmigung von zwölf WEA des Windparks Wülfershausen. Antragsgegenstand waren jeweils Anlagen des Typs Nordex N117/2400 mit 140,6 m Nabenhöhe, 116,8 m Rotordurchmesser und 2.400 kW Nennleistung.

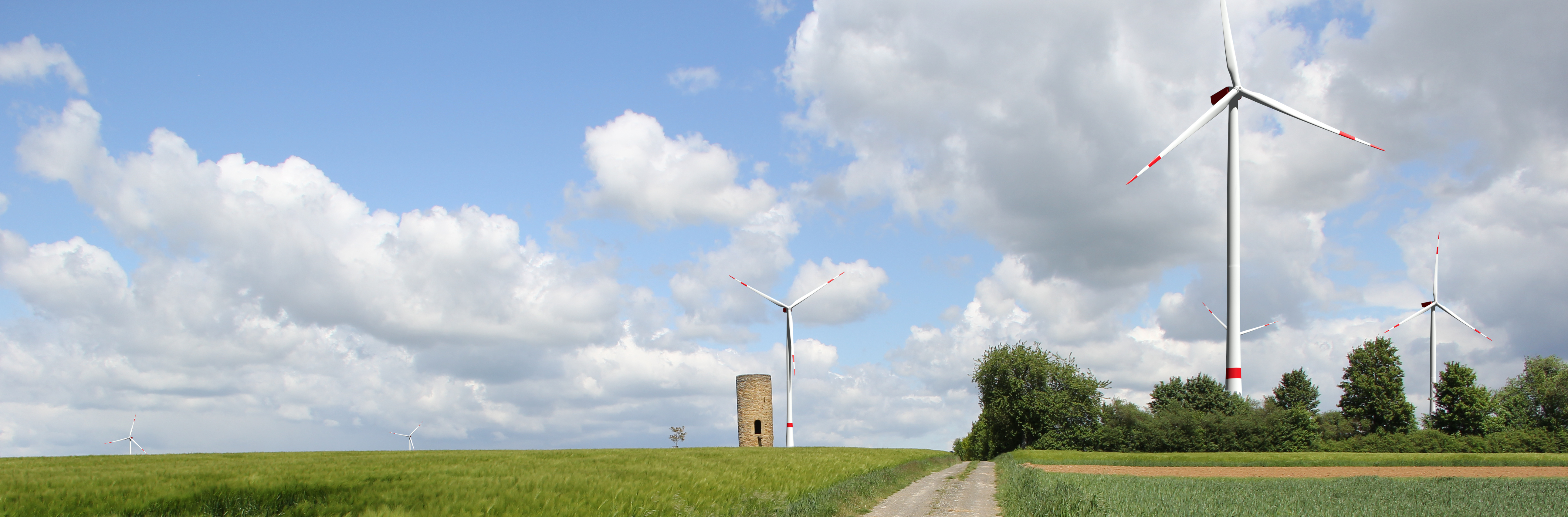
Visualisierung der Umgebung des Weißen Turms nach Errichtung der beiden Windparks. Beschreibung dieser Situation im Genehmigungsbescheid zum Windpark Wülfershausen: „Zweifelslos wird durch die Windkraftanlagen die Aufmerksamkeit des Betrachters aus der Ferne vom Turm abgelenkt und hin zu den neuen technischen Anlagen ‚verschoben‘. Dies führt aber im konkreten Fall nicht zu einer Beeinträchtigung des überlieferten Erscheinungsbildes, da sich dieses Erscheinungsbild dem Betrachter erst im Nahbereich des Turmes entfaltet. Demgegenüber treten in diesem Nahbereich die Windkraftanlagen aufgrund ihrer eher filigranen Bauweise und der unauffälligen Farbgebung weniger in Erscheinung.“

Am 7. April 2014 bestätigte die zuständige Genehmigungsbehörde, das Landratsamt Rhön-Grabfeld, dem Antragsteller die Vollständigkeit der Unterlagen. Am 27. Oktober 2014 wurden die Genehmigungsanträge für die Anlagen 5 und 6 des Windparks Wülfershausen zurückgezogen. Am 17. November 2014, also 5 Tage nachdem die sogenannte 10H-Regelung vom Bayerischen Landtag beschlossen wurde (die jedoch erst am 21. November 2014 in Kraft trat), wurden insgesamt 13 WEA genehmigt.
| Bezeichnung | Gemarkung     | Flurnummer | Standort (WGS84) | Standort (WGS84) |
| Bezeichnung | Gemarkung     | Flurnummer | Nord             | Ost              |
| ----------- | ------------- | ---------- | ---------------- | ---------------- |
| WEA WAR 1   | Junkershausen | 673        | 50° 22' 9,5"     | 10° 20' 26,4"    |
| WEA WAR 2   | Wargolshausen | 465        | 50° 22' 15,9"    | 10° 20' 50,0"    |
| WEA WAR 3   | Wargolshausen | 4791       | 50° 22' 32,0"    | 10° 21' 18,6"    |

| Bezeichnung | Gemarkung     | Flurnummer | Standort (WGS84) | Standort (WGS84) |
| Bezeichnung | Gemarkung     | Flurnummer | Nord             | Ost              |
| ----------- | ------------- | ---------- | ---------------- | ---------------- |
| WEA WÜLF 1  | Waltershausen | 223        | 50° 21' 1,92"    | 10° 20' 63,74"   |
| WEA WÜLF 2  | Waltershausen | 473, 474   | 50° 21' 9,28"    | 10° 22' 25,42"   |
| WEA WÜLF 3  | Wargolshausen | 3490       | 50° 21' 18,21"   | 10° 22' 28,30"   |
| WEA WÜLF 4  | Wargolshausen | 3343, 3344 | 50° 21' 6,37"    | 10° 21' 58,71"   |
| WEA WÜLF 7  | Waltershausen | 522        | 50° 20' 45,81"   | 10° 22' 2,90"    |
| WEA WÜLF 8  | Wülfershausen | 4710       | 50° 20' 34,73"   | 10° 21' 31,92"   |
| WEA WÜLF 9  | Wülfershausen | 4633, 4634 | 50° 20' 35,63"   | 10° 21' 6,91"    |
| WEA WÜLF 10 | Wülfershausen | 4541       | 50° 20' 38,92"   | 10° 20' 45,09"   |
| WEA WÜLF 11 | Wülfershausen | 4518       | 50° 20' 33,96"   | 10° 20' 17,30"   |
| WEA WÜLF 12 | Junkershausen | 317        | 50° 20' 49,34"   | 10° 20' 17,82"   |

WEA-Standorte der Windparks Wargolshausen und Wülfershausen (blau: Bürgerwindenergie Weißer Turm Nord, rot: Bürgerwindenergie Weißer Turm Süd)

Gegen diese Genehmigungen erfolgten Anfechtungsklagen durch Privatpersonen, die durch Urteile des Verwaltungsgerichts Würzburg am 8. August 2017 abgewiesen wurden. Die beantragte Berufung wurde durch den Bayerischen Verwaltungsgerichtshof am 7. Mai 2018 nicht zugelassen. Damit wurden die Genehmigungen vom 21. November 2014 bestandskräftig.

## Organisatorische Veränderungen
Am 20. November 2015 gab die Überlandwerk Rhön GmbH eine Pressemitteilung heraus, in der sie unter anderem mitteilte:

„Die Überlandwerk Rhön GmbH hatte nach Vorlage der erforderlichen Daten zusätzlich zu den Berechnungen der RegioE² GmbH eine eigene Wirtschaftlichkeitsberechnung durch einen unabhängigen Wirtschaftsprüfer in Auftrag gegeben.
Aus Sicht der Überlandwerk Rhön GmbH haben sich die wirtschaftlichen Erwartungen dieses Projekts, besonders vor dem Hintergrund der Verantwortung gegenüber ihren kommunalen Gesellschaftern, nicht erfüllt. Die unklaren Entwicklungen im Bereich der erneuerbaren Energien wurden als zusätzliches Risiko gewertet. Aus diesen Gründen sah der Aufsichtsrat der Überlandwerk Rhön GmbH die kommunalen Zielsetzungen in diesem Projekt als nicht mehr gewährleistet an.
Daher hat der Aufsichtsrat beschlossen, aus dem Windparkprojekt auszusteigen und die Beteiligung an der RegioE² GmbH zum nächstmöglichen Zeitpunkt zu beenden. Aufsichtsrat und Geschäftsführung bekräftigen, dass die Überlandwerk Rhön GmbH in der Region ihre aktive Rolle in der Energiewende weiter wahrnehmen und mit geeigneten Projekten verstärken wird.“

Am 16. März 2016 erfolgte ein Bauherrenwechsel für die Windparks Wargolshausen und Wülfershausen von der RegioE² auf die RegioE² Windpark GmbH & Co. KG. Persönlich haftende Gesellschafterin der RegioE² Windpark GmbH & Co. KG ist die RegioE² Windpark Verwaltungsgesellschaft mbH, deren Geschäftsführer wiederum zu diesem Zeitpunkt Jürgen Rüth und Harald Schwarz sind.
Am 18. März 2016 schied Joachim Schärtl als dritter Geschäftsführer der RegioE² aus.
Bei der Gesellschafterversammlung vom 16. Juni 2016 wurde Hans-Dieter Kettwig (zu diesem Zeitpunkt Geschäftsführer und CEO von Enercon) zum Geschäftsführer der RegioE² Windpark Verwaltungsgesellschaft mbH, während gleichzeitig Jürgen Rüth als Geschäftsführer ausschied.

## Anlagenwechsel (Enercon E-115)
Begleitet waren die organisatorischen Veränderungen von der Umplanung aller 13 genehmigten Anlagen der beiden Windparks auf den Typ Enercon E-115 mit 135,48 m Nabenhöhe, 115,72 m Rotordurchmesser und 3,0 MW Nennleistung. Die Anträge auf entsprechende immissionsschutzrechtliche Änderungsgenehmigung erfolgten am 18. bzw. 21. August 2015.

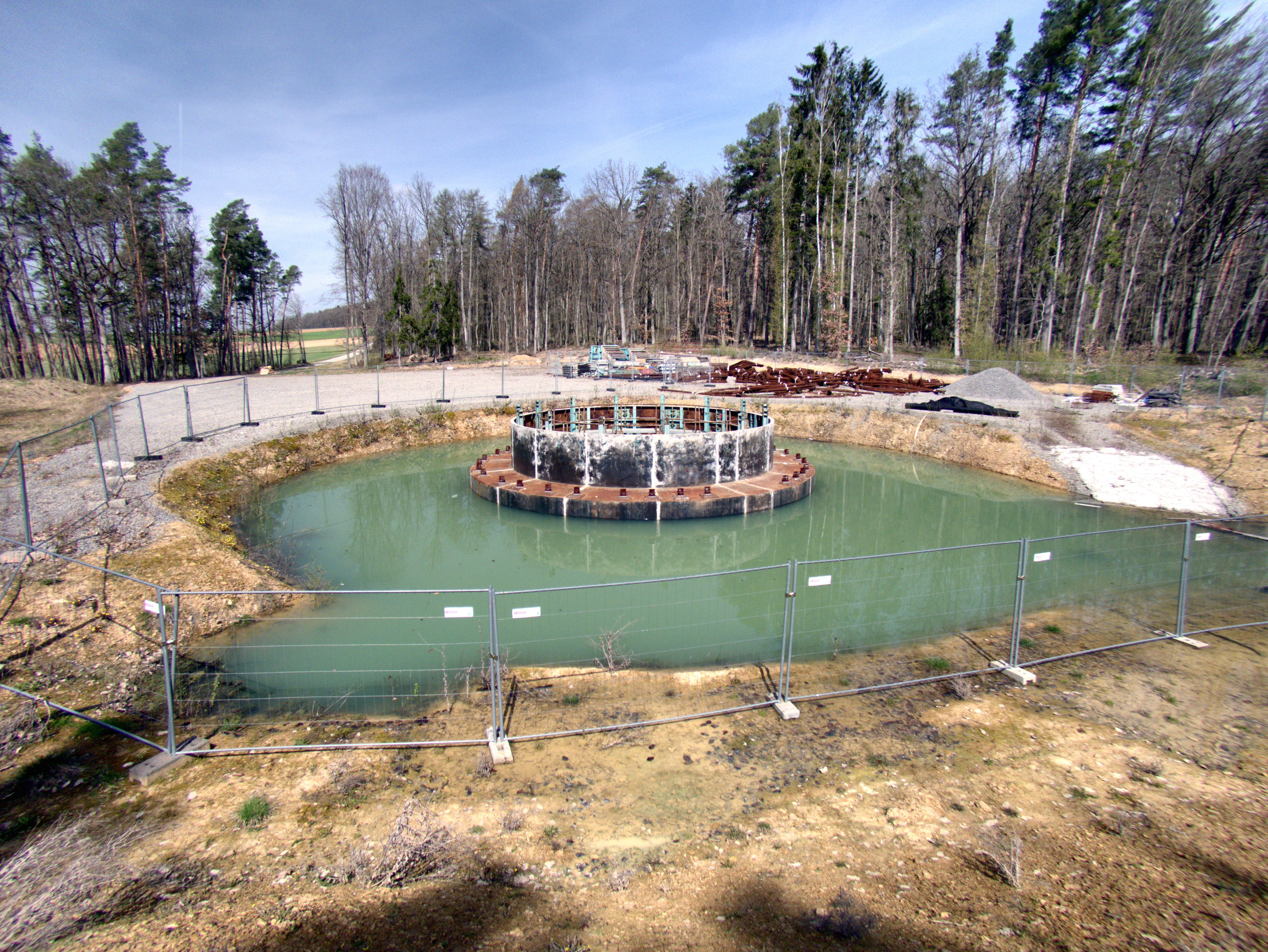
Fundament der WEA WÜLF 1 des Windparks Wülfershausen am 24. April 2021

Ab November 2015 begannen Erdarbeiten in beiden Windparks und Rodungsarbeiten für Anlage 1 des Windparks Wülfershausen. Am 24. März 2016 ordnete das Landratsamt Rhön-Grabfeld die sofortige Einstellung sämtlicher Bauarbeiten und vorbereitenden Maßnahmen zur Errichtung von WEA in den Windparks Wargolshausen und Wülfershausen an, da diese von der immissionsschutzrechtlichen Genehmigung für die Nordex N117/2400 nicht gedeckt seien. Die sofortige Vollziehung des Bescheids wurde angeordnet. Diese sofortige Vollziehung wurde zwar durch das Verwaltungsgericht Würzburg mit Beschluss vom 4. Mai 2016 bestätigt, aber durch den Bayerischen Verwaltungsgerichtshof mit Beschluss vom 11. August 2016 aufgehoben. Eine Fortführung der Arbeiten erfolgte dennoch zunächst nicht.
In diesem Beschluss hatte der Bayerische Verwaltungsgerichtshof zudem entschieden, dass für den Anlagentausch in den Windparks Wargolshausen und Wülfershausen keine immissionsschutzrechtliche Änderungegenehmigung notwendig sei, sondern eine Änderungsanzeige ausreicht. Dennoch hielt der Bauherr die Anträge auf immissionsschutzrechtliche Änderungegenehmigung aufrecht.
Bereits 2016 waren sich Projektierer darüber bewusst, dass ein Austausch genehmigter Windenergieanlagen durch einen gänzlich anderen Anlagentyp problematisch ist und hatten sich an Mitglieder des Ausschusses für Wirtschaft und Medien, Infrastruktur, Bau und Verkehr, Energie und Technologie des Bayerischen Landtags gewandt. Das Staatsministerium des Innern, für Bau und Verkehr teilte in der Folge in einer Mitteilung an die Genehmigungsbehörden vom 6. Februar 2017 mit, dass grundsätzlich keine (baurechtliche oder immissionsschutzrechtliche) Genehmigung notwendig sei, wenn sich beim Austausch des Anlagentyps weder der Standort noch die Gesamthöhe der Anlage ändern.
Am 17. Juli 2017 erfolgten die fakultativen Änderungsgenehmigungen für den Anlagentyp ENERCON E-115. Gleichzeitig wurde auch die sofortige Vollziehung angeordnet.
Beim Verfahren nach § 35 Abs. 1 EEG für den Gebotstermin 1. August 2018 erhielten die drei Anlagen des Windparks Wargolshausen sowie sieben Anlagen des Windparks Wülfershausen einen Zuschlag. Hierbei lagen die Zuschlagswerte zwischen 5,30 ct/kWh und 6,30 ct/kWh und die Frist für die Inbetriebnahme der Anlagen endete am 24. August 2021.
| Name des Bieters               | Zuschlags-Nr. | Windpark      | Registernummer | Anlagenbezeichnung |
| ------------------------------ | ------------- | ------------- | -------------- | ------------------ |
| RegioE2 Windpark GmbH & Co. KG | WIN18-3-061   | Wargolshausen | A1341340155807 | WEA WAR 1          |
| RegioE2 Windpark GmbH & Co. KG | WIN18-3-061   | Wargolshausen | A1366970155812 | WEA WAR 2          |
| RegioE2 Windpark GmbH & Co. KG | WIN18-3-061   | Wargolshausen | A1718620155824 | WEA WAR 3          |
| RegioE2 Windpark GmbH & Co. KG | WIN18-3-062   | Wülfershausen | A1224980155836 | WEA WÜLF 1         |
| RegioE2 Windpark GmbH & Co. KG | WIN18-3-062   | Wülfershausen | A9849560155840 | WEA WÜLF 2         |
| RegioE2 Windpark GmbH & Co. KG | WIN18-3-062   | Wülfershausen | A7415650155865 | WEA WÜLF 4         |
| RegioE2 Windpark GmbH & Co. KG | WIN18-3-062   | Wülfershausen | A2577180156455 | WEA WÜLF 7         |
| RegioE2 Windpark GmbH & Co. KG | WIN18-3-062   | Wülfershausen | A5253160156468 | WEA WÜLF 8         |
| RegioE2 Windpark GmbH & Co. KG | WIN18-3-062   | Wülfershausen | A1235990156478 | WEA WÜLF 9         |
| RegioE2 Windpark GmbH & Co. KG | WIN18-3-062   | Wülfershausen | A5518750156502 | WEA WÜLF 11        |

## Folgen des Anlagenwechsels
Dem Antrag eines anerkannten Umweltschutzverbandes auf Wiederherstellung der aufschiebenden Wirkung wurde am 3. April 2019 (Windpark Wülfershausen) bzw. 5. April 2019 (Windpark Wargolshausen) durch Beschluss des Bayerischen Verwaltungsgerichtshofs stattgegeben. Mit diesem Beschluss war auch die Genehmigungspraxis aus der Mitteilung des Staatsministeriums des Innern, für Bau und Verkehr an die Genehmigungsbehörden vom 6. Februar 2017 nicht länger vertretbar. Vor diesen Beschlüsse waren in den Windparks Wargolshausen und Wülfershausen allerdings bereits sieben Fundamente für den Anlagentyp ENERCON E-115 gegossen: WEA WAR 1, WEA WAR 2 und WEA WAR 3 des Windparks Wargolshausen sowie WEA WÜLF 4, WEA WÜLF 7, WEA WÜLF 8 und WEA WÜLF 11 des Windparks Wülfershausen. Zudem waren die Betonelemente für mehrere Türme bereits angeliefert worden bzw. zum Zeitpunkt des Beschlusses bereits unterwegs. Ein achtes Fundament, für die Anlage WEA WÜLF 9 des Windparks Wülfershausen, wurde dagegen erst am 4. April 2021 gegossen, obwohl zu diesem Zeitpunkt aufgrund des Beschlusses des Bayerischen Verwaltungsgerichtshofs vom Vortag bereits ein Baustopp für diesen Windpark galt.
Begründet hatte der Bayerische Verwaltungsgerichtshof seinen Beschluss insbesondere damit, dass auch bei einem Anlagenwechsel die 10H-Regelung einzuhalten sei, woran sich die Windparks Wargolshausen und Wülfershausen aber nicht halten. Da die 10H-Regelung lediglich die Privilegierung im Außenbereich für die Nutzung der Windenergie bei den Anlagen aufhebt, die keinen Abstand vom 10-fachen der Anlagenhöhe zur nächstgelegenen geschützten Wohnbebauung einhalten, hätte die planungsrechtliche Zulässigkeit der Windenergieanlagen erreicht werden können, indem die Standortgemeinden einen (vorhabenbezogenen) Bebauungsplan aufstellen. Dies erfolgte jedoch durch keine der drei betroffenen Gemeinden Hollstadt, Wülfershausen und Saal an der Saale.
In seiner Regierungserklärung „Bayerisches Aktionsprogramm Energie“ vom 27. November 2019 führte der Staatsminister für Wirtschaft, Landesentwicklung und Energie, Hubert Aiwanger, unter anderem aus:

„Durch ein VGH-Urteil wurden vor Kurzem mehrere Dutzend Windräder infrage gestellt, die vor der Einführung der 10H-Regelung genehmigt worden sind. Teilweise sollten Windräder sogar rückgebaut werden. Das sind zum Beispiel drei Windräder in Kulmbach und einige Windräder in Rhön-Grabfeld. Außerdem geht es um ein Windrad in Landshut, für das bereits das Fundament betoniert worden ist. Teilweise sind Windräder errichtet worden, die jetzt wieder abgebaut werden müssen, weil gegen die 10H-Regelung verstoßen worden ist. Deshalb werden wir die juristischen Bedingungen so anpassen, dass diese Windräder realisiert werden können. Diejenigen Windräder, die bereits stehen, können natürlich stehen bleiben. Es geht mindestens um 27 Windräder, aber eventuell um ein paar Dutzend Windräder mehr, die betroffen sein könnten. Wir retten diese Windräder. Das ist ein richtiger Akt. Dafür stehe ich, dafür habe ich gekämpft. Ich danke an dieser Stelle dem Koalitionspartner.“

Am 3. Dezember 2019 behandelt der Bayerische Ministerrat die Thematik. In der entsprechenden Pressemitteilung der Bayerischen Staatskanzlei wird hierzu ausgeführt:

„Die Staatsregierung sorgt für Rechtssicherheit bei der Inbetriebnahme von Windkraftanlagen, die vor Inkrafttreten der 10 H-Regelung genehmigt wurden und bei denen zwischenzeitlich ein Wechsel des Anlagentyps technisch notwendig ist. Oberste Priorität hat hierbei der Schutz der Bevölkerung: Bei der Inbetriebnahme darf sich einzig und allein die Technik verbessern. Das nützt auch den Anliegern, etwa weil neue Antriebe leiser, umweltfreundlicher und effizienter werden. Die Windkraftanlagen dürfen dagegen nicht höher werden als in der bestehenden Genehmigung vorgesehen. Auch der Standort der Anlagen muss beibehalten bleiben. Die vorgeschlagene Gesetzesänderung schafft Rechtssicherheit für Unternehmer und stärkt das Vertrauen der Betreiber in ihre bestehenden Genehmigungen und die bisherige Verwaltungspraxis.“

Am 18. Februar 2020 stellte die Fraktion von Bündnis 90/Die Grünen einen Dringlichkeitsantrag, in dem sie die Staatsregierung dazu aufforderte, die Bayerische Bauordnung umgehend dahingehend zu ändern, dass bereits vor Inkrafttreten der 10H-Regelung genehmigte Windprojekte auch dann realisiert werden können, wenn bei gleichbleibender Gesamthöhe nicht der genehmigte Anlagentyp errichtet wird. In der Begründung des Antrags werden die Windparks Wargolshausen und Wülfershausen thematisiert:

„Zum Beispiel bei einem bereits begonnenen Projekt in Wargolshausen und Wülfershausen im Landkreis Rhön-Grabfeld würde ohne Änderung der BayBO ein finanzieller Schaden im zweistelligen Millionenbereich entstehen.“

Am 6. Mai 2020 brachten die Regierungsfraktionen CSU und Freie Wähler eine Änderung der Bauordnung in den Landtag ein, mit der WEA, die bereits vor Inkrafttreten der 10H-Regel genehmigt oder genehmigungsfähig waren, aber mittlerweile (illegal) mit einem anderen Anlagetyp in Betrieb gegangen sind, rückwirkend von der 10H-Regelung befreit werden. Die Fraktionen von Bündnis 90/Die Grünen, SPD und FDP kritisierten in der Debatte – insbesondere unter Verweis auf die Windparks Wargolshausen und Wülfershausen –, dass diese Regelung nur für bereits vollständig errichtete WEA vorgesehen ist. Dennoch wurde die Gesetzesänderung am 8. Juli 2020 ohne Erweiterung auf noch nicht errichtete Anlagen vom Bayerischen Landtag beschlossen.

## Errichtung des Anlagentyps Nordex N117/2400

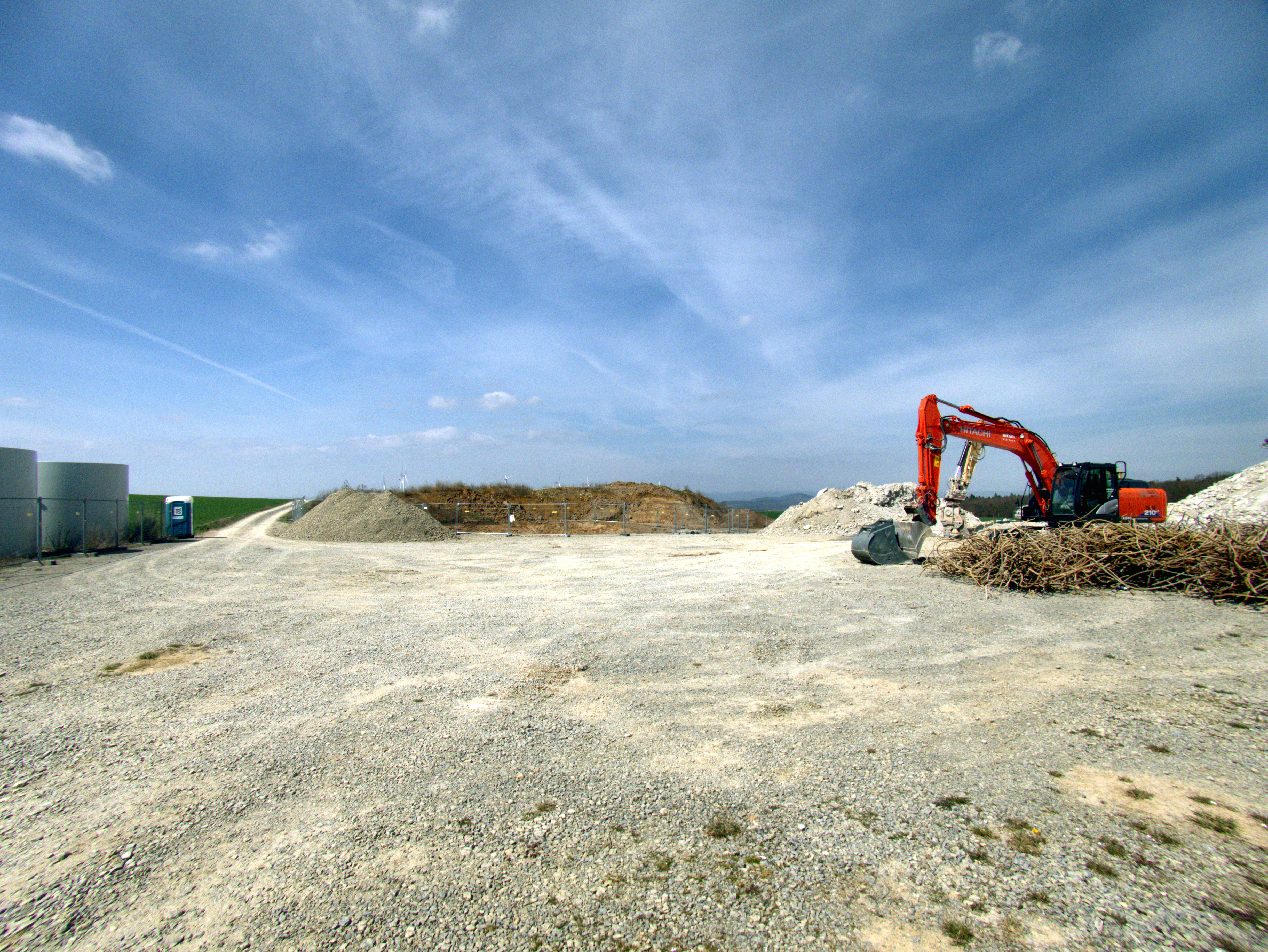
Abgerissenes Fundament der WEA WAR 2 (Enercon E-115) des Windparks Wargolshausen am 24. April 2021

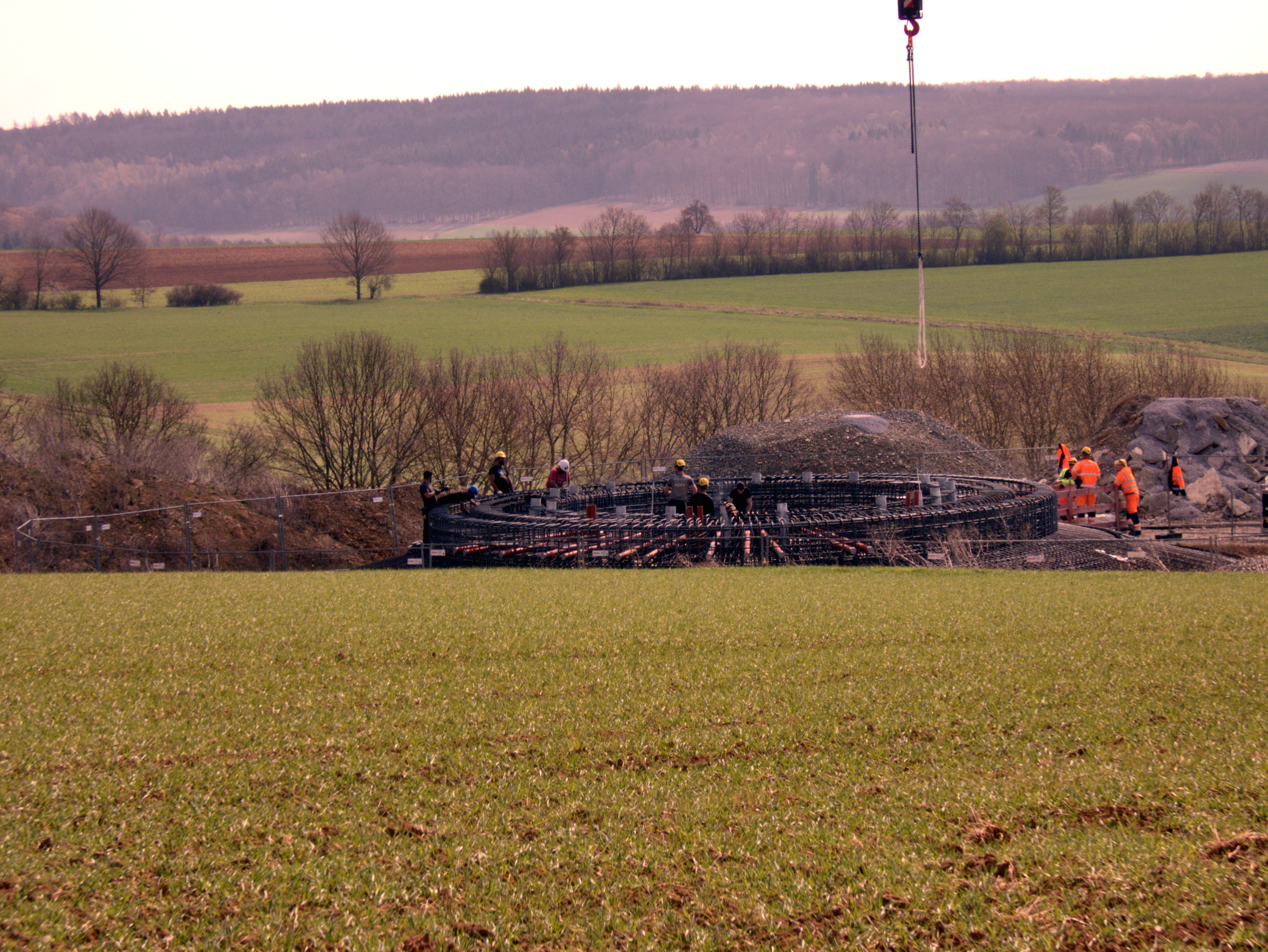
Erstellung der Bewehrung für das Fundament der WEA WÜLF 2 (Nordex N117/2400) des Windparks Wülfershausen am 24. April 2021

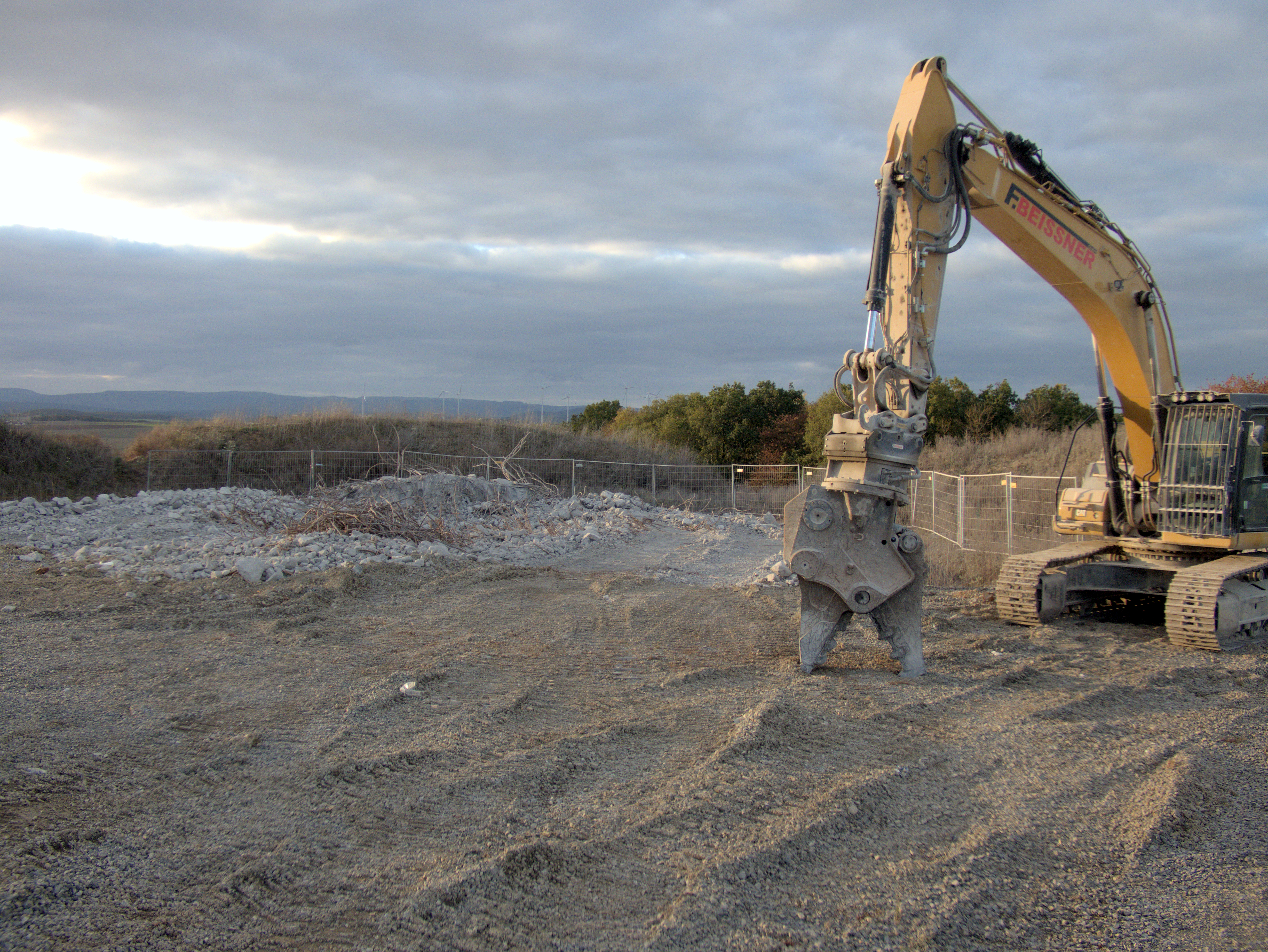
Teilweise abgerissenes Fundament der WEA WÜLF 9 (Encercon E-115) des Windparks Wülfershausen am 16. Oktober 2021

2021 entschied der Bauherr, nun doch die ursprünglich genehmigten Anlagen des Typs Nordex N117/2400 zu errichten, obwohl er zuvor mehrfach berichtet hatte, dass dieser nicht mehr lieferbar sei. Allerdings können für diese die bestehenden Fundamente nicht verwendet werden, was Anlass zu Kritik gab. Die ENERCON hatte sich zu diesem Zeitpunkt wieder aus dem Projekt zurückgezogen, während die Firmen Wust - Wind & Sonne und Max Bögl als neue Investoren eingestiegen sind. Diese haben für diesen Zweck am 7. Mai 2021 gemeinsam die Max Bögl WWS GmbH gegründet. Geschäftsführer dieser Gesellschaft sind Josef Knitl (Vorstand Wind der Firmengruppe Max Bögl) und Stefan Paulus (Projektentwicklung bei Wust - Wind & Sonne sowie Schwiegersohn von Erich Wust).
Im Juli 2021 wurden die Gesellschaften Bürgerwindenergie Weißer Turm Nord GmbH & Co. KG und Bürgerwindenergie Weißer Turm Süd GmbH & Co. KG gegründet. Persönlich haftender Gesellschafter ist jeweils die WWS Erneuerbare Energien Verwaltungs-GmbH, deren Geschäftsführer wiederum Erich Wust und (dessen Tochter) Nadine Paulus sind. Die Geschäftsanschrift beider Bürgerwind-Gesellschaften ist dagegen identisch mit den Geschäftsanschriften der Firmen von Jürgen Rüth und Harald Schwarz.
Im April 2021 wurde im Windpark Wargolshausen eines der fertigen Fundamente für den Anlagentyp ENERCON E-115 zurückgebaut und an seiner Stelle ein Fundament für den Anlagentyp Nordex N117/2400 fertiggestellt. Im Windpark Wülfershausen wurde ebenfalls im April 2021 ein Fundament für den Anlagentyp Nordex N117/2400 gefertigt, wobei ein Standort genutzt wurde, an dem lediglich die Bewehrung für das Fundament für die ENERCON E-115 fertiggestellt worden war. Danach ruhte die Baustelle zunächst wieder für mehrere Monate.
Ab Anfang August 2021 wurden die Abbrucharbeiten wieder fortgesetzt, zunächst mit Rückbau des Fundamentes der WEA WÜLF 11 des Windparks Wülfershausen. Etwas später wurde auch begonnen, die Turmsegmente für den Anlagentyp ENERCON E-115 vor Ort zu zerkleinern. Ab Januar 2022 wurde die Herstellung der Fundamente für den Anlagentyp Nordex N117/2400 (zunächst mit der WEA WÜLF 8 des Windparks Wülfershausen) fortgesetzt. Am 25. Februar 2022 meldete die Wust - Wind & Sonne GmbH & Co. KG, dass das letzte Fundament (für den Anlagentyp Enercon E-115) abgerissen wurde. In der Nacht vom 7. auf den 8. März 2022 wurden die ersten Turmsegmente des Anlagentyps Nordex N117/2400 (für WEA WÜLF 11 des Windparks Wülfershausen) angeliefert. Mit der Errichtung dieses Turms wurde in Kalenderwoche 13 begonnen.
Am 18. November 2022 meldete die Wust - Wind & Sonne GmbH & Co. KG, dass alle Anlagen fertig errichtet sind. In KW 50 gingen die ersten drei Windräder (WEA WÜLF 8, 9 und 11) ans Netz.

## Betreibergesellschaften
Beim Verfahren nach § 35 Abs. 1 EEG für den Gebotstermin 1. September 2021 erhielten die drei Anlagen des Windparks Wargolshausen sowie sieben Anlagen des Windparks Wülfershausen einen Zuschlag, wobei das abgegebene Gebot zwischen 5,20 ct/kWh und 5,92 ct/kWh gelegen hat. Die Firma Wust - Wind & Sonne GmbH & Co. KG gibt eine Energieertragserwartung von ca. 44.980.000 kWh für zehn Windenergieanlagen an. Der Referenzertrag einer Nordex N117/2400 mit 141,0 m Nabenhöhe liegt bei 47.205.964 kWh in fünf Jahren. Daraus errechnet sich eine Standortqualität von 47,6 %. Diese hat nach § 36h Absatz 1 EEG 2021 einen Korrekturfaktor von 1,35 zur Folge, so dass sich eine Vergütung von 7,99 ct/kWh ergibt.
Als Bieter traten dabei die Bürgerwindenergie Weißer Turm Nord GmbH & Co. KG sowie Bürgerwindenergie Weißer Turm Süd GmbH & Co. KG auf, welche jeweils für fünf Anlagen der beiden Windparks Wargolshausen und Wülfershausen Gebote abgaben (vermutlich weil nach § 36g Absatz 1 EEG 2021 Bürgerenergiegesellschaften nur Gebote für bis zu sechs Windenergieanlagen abgeben können):
| Name des Bieters                                 | Zuschlags-Nr. | Registernummer  | Windpark      | Anlagenbezeichnung |
| ------------------------------------------------ | ------------- | --------------- | ------------- | ------------------ |
| Bürgerwindenergie Weißer Turm Nord GmbH & Co. KG | WIN21-3/197   | SEE943794630438 | Wargolshausen | WEA WAR 1          |
| Bürgerwindenergie Weißer Turm Nord GmbH & Co. KG | WIN21-3/197   | SEE908251592698 | Wargolshausen | WEA WAR 2          |
| Bürgerwindenergie Weißer Turm Nord GmbH & Co. KG | WIN21-3/197   | SEE984605459114 | Wargolshausen | WEA WAR 3          |
| Bürgerwindenergie Weißer Turm Nord GmbH & Co. KG | WIN21-3/197   | SEE952731866373 | Wülfershausen | WEA WÜLF 9         |
| Bürgerwindenergie Weißer Turm Nord GmbH & Co. KG | WIN21-3/197   | SEE960403518550 | Wülfershausen | WEA WÜLF 11        |
| Bürgerwindenergie Weißer Turm Süd GmbH & Co. KG  | WIN21-3/196   | SEE944102066390 | Wülfershausen | WEA WÜLF 1         |
| Bürgerwindenergie Weißer Turm Süd GmbH & Co. KG  | WIN21-3/196   | SEE933612261593 | Wülfershausen | WEA WÜLF 2         |
| Bürgerwindenergie Weißer Turm Süd GmbH & Co. KG  | WIN21-3/196   | SEE900464670330 | Wülfershausen | WEA WÜLF 4         |
| Bürgerwindenergie Weißer Turm Süd GmbH & Co. KG  | WIN21-3/196   | SEE907863768354 | Wülfershausen | WEA WÜLF 7         |
| Bürgerwindenergie Weißer Turm Süd GmbH & Co. KG  | WIN21-3/196   | SEE990988007781 | Wülfershausen | WEA WÜLF 8         |

Organisationsstruktur und wesentliche Geldflüsse der Bürgerwindenergie Weißer Turm Nord GmbH & Co. KG und der Bürgerwindenergie Weißer Turm Süd GmbH & Co. KG

Die beiden Bürgerwindenergiegesellschaften werden die Windenergieanlagen allerdings nicht vom Bauherren erwerben, sondern lediglich für bis zu 20 Jahre pachten. Bauherr und Eigentümer der Windparks ist weiterhin die RegioE² Windpark GmbH & Co. KG, an der sich die beiden Bürgerwindenergiegesellschaften jeweils zu 50 % als Kommanditisten beteiligen. Komplementärin und damit Geschäftsführerin der RegioE² Windpark GmbH & Co. KG bleibt die WWS Erneuerbare Energien Verwaltungs-GmbH. Zu den Rollen von Erich Wust, der unter anderem Geschäftsführer der WWS Erneuerbare Energien Verwaltungs-GmbH ist, führen die Informationsmappen zu den beiden Bürgerwindenergiegesellschaften (die Emittentinen des Beteiligungsangebots) jeweils auf Seite 19 unter der Überschrift „Interessenskonflikte“ aus:

„Wegen der Personenidentität des Herrn Erich Wust als Funktionsträger bestehen im Hinblick auf die Emittentin Verflechtungstatbestände in rechtlicher, wirtschaftlicher und personeller Art. Es ist daher nicht auszuschließen, dass Herr Wust bei der Abwägung der unterschiedlichen und ggf. gegenläufigen Interessen nicht zu den Entscheidungen gelangt, die er treffen würde, wenn ein Verflechtungstatbestand nicht bestünde. Dies kann das Betriebsergebnis der Emittentin negativ beeinflussen. Dadurch können sich prognostizierte Ausschüttungen an die Anleger reduzieren oder ausfallen und es kann für den Anleger ein Teil- oder Totalverlust der Einlage eintreten.“

Zur Rolle der Kommanditisten bei den Bürgerwindenergiegesellschaften stellen die Informationsmappen ebenfalls auf Seite 19 unter der Überschrift „Mitsprache- und Mitwirkungsrechte“ klar:

„Den Anlegern stehen nur eingeschränkte Mitsprache- und Mitwirkungsrechte zu. Ein Weisungsrecht hinsichtlich der laufenden Geschäftsführung besteht nicht. Es kann deswegen dazu kommen, dass Entscheidungen der Geschäftsführung gegen den Willen des Anlegers getroffen oder nicht getroffen werden. Das kann die Betriebsergebnisse der Emittentin negativ beeinflussen. Dadurch können sich prognostizierte Ausschüttungen an die Anleger reduzieren oder ausfallen und es kann für den Anleger ein Teil- oder Totalverlust der Einlage eintreten.“

Darüber hinaus regelt der in den Informationsmappen abgedruckte Gesellschaftsvertrag unter Ziffer 7.5, dass die Komplementärin bei folgenden Punkten keine Zustimmung von den Kommanditisten benötigt:
- Auswahl und Beauftragung von Unternehmen für die Projektentwicklung, insbesondere Gutachten, Studien, Planungsdienstleistungen, Ausgleichsmaßnahmen, Ertrags- und Wirtschaftlichkeitsprognosen
- Abschluss von Nutzungsverträgen über erforderliche Grundstücke und Wege
- Sicherung der Einspeisezusage und Festlegung des Netzverknüpfungspunktes
- Auswahl und Beauftragung geeigneter Unternehmen zur Planung, Herstellung, Lieferung und Errichtung der Windkraftanlagen und der Windparkinfrastruktur sowie zur Baubetreuung und Bauüberwachung
- Abschluss von Pacht- und Gebrauchsüberlassungsverträgen für Betriebseinrichtungen einschließlich Windenergieanlagen
- Beantragung der erforderlichen öffentlich-rechtlichen Genehmigungen inklusive Änderungsgenehmigungen und Änderungsanzeigen
- Abschluss von Stromeinspeise- und Stromvermarktungsverträgen inklusive Erlöspoolingverträgen und Verträgen zur Direktvermarktung von Strom
- Konkrete Festlegung und gegebenenfalls Anpassung des Verhältnisses von Eigenkapital zu Fremdkapital
- Abschluss und Durchführung von Darlehensverträgen, einschließlich Sicherungsvereinbarungen
- Abschluss von Verträgen zum Zwecke der Einwerbung des Eigenkapitals, insbesondere zur Prospekterstellung und Vermittlung der Kommanditbeteiligungen
- Beauftragung von erforderlichen oder zweckmäßigen Gutachten
- Abschluss von (Voll-)Wartungsverträgen mit dem Anlagenhersteller oder anderen geeigneten Fachfirmen
- Abschluss eines Betriebsführungsvertrages für die laufende kaufmännische und technische Betriebsführung mit der Firma Wust – Wind & Sonne GmbH & Co. KG (deren Komplementärin die Wust Windkraft Verwaltungs- und Beteiligungs-GmbH ist, bei der wiederum Erich Wust und dessen Tochter Nadine Paulus die Geschäftsführer sind)
- Abschluss von Versicherungsverträgen
- Beauftragung der Steuerberatung, Rechtsberatung sowie Buchführung der Gesellschaft
- Führen von Aktiv- und Passivprozessen
- Abschluss eines Vertrages zur technischen Änderung der Nachtbefeuerung hin zu einer bedarfsgerechte Nachtkennzeichnung
- Sonstige in diesem Vertrag geregelte Maßnahmen

Mit Anmeldung beim digitalen Handelsregister vom 4. August 2022 ergaben sich folgende Änderungen bei der Eigentümerin der Windparks, der RegioE² Windpark GmbH & Co. KG:
- beide bisherige Kommanditisten, die RegioEnergie GmbH & Co. KG und die Max Bögl Beteiligungs GmbH, sind ausgeschieden
- die Max Bögl WWS GmbH ist als Komplementär ausgeschieden
- die Bürgerwindenergie Weißer Turm Nord GmbH & Co. KG ist mit einer Einlage von 55.000 € als Kommanditist eingetreten
- die Bürgerwindenergie Weißer Turm Süd GmbH & Co. KG ist mit einer Einlage von 55.000 € als Kommanditist eingetreten
- die WWS Erneuerbare Energien Verwaltungs-GmbH ist als Komplementär eingetreten, deren Geschäftsführer sind Erich Wust und dessen Tochter Nadine Paulus

Zu diesem Zeitpunkt hatten die Bürgerwindenergie Weißer Turm Nord GmbH & Co. KG sowie die Bürgerwindenergie Weißer Turm Süd GmbH & Co. KG laut digitalem Handelsregister jeweils 14 Kommanditisten mit einer Einlage von jeweils 500 €, deren Gesellschaftsvermögen betrug somit jeweils 7.000 €.